# Battaglione sacro

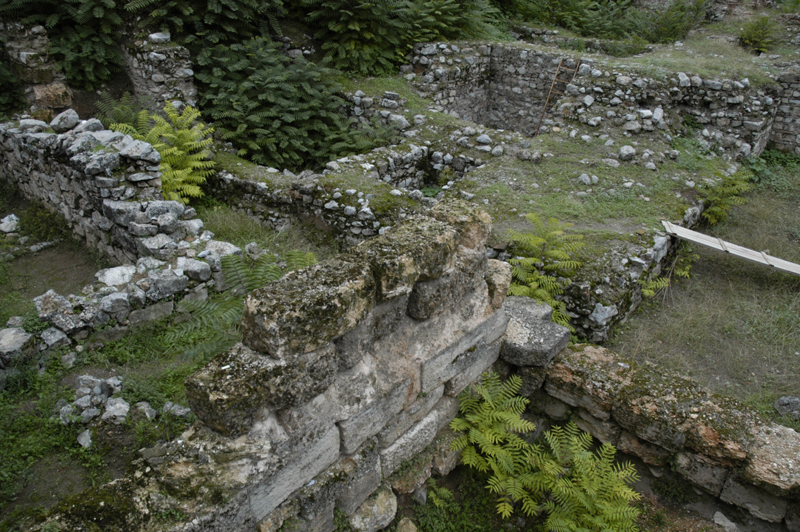
Rovine della rocca Cadmea, quartier generale del battaglione sacro

Il battaglione sacro (in greco antico: ἱερὸς λόχος?, hieròs lóchos), o battaglione della città (ὁ ἐκ πόλεως λόχος) era un corpo dell'esercito tebano dell'antica Grecia, istituito dal comandante tebano Gorgida qualche anno dopo il 378 a.C. e formato interamente da circa 150 coppie di soldati scelti e perfettamente addestrati legati fra loro da stretti vincoli affettivi e consacrati al dio Eros (vedi omosessualità militare nell'antica Grecia).
Si distinse contro Sparta dapprima nella battaglia di Tegira (375 a.C.) e quindi nella battaglia di Leuttra (371 a.C.), quando annientò i corpi scelti dell'esercito spartano e uccise lo stesso re Cleombroto I, dando inizio alla fase storica della cosiddetta egemonia tebana. Rimase imbattuto per più di trent'anni, fino alla battaglia di Cheronea, nel 338 a.C., nella quale l'esercito tebano fu sconfitto dal re di Macedonia Filippo II.
Nella loro ultima battaglia, i soldati del battaglione sacro resistettero fino all'estremo e furono tutti uccisi. Alla fine del XIX secolo, nei pressi di Cheronea fu rinvenuta la loro tomba comune, vicino al luogo dove fu poi ritrovato anche un leone di pietra monumentale, forse eretto dai Tebani a memoria della battaglia. La tomba ha restituito gli scheletri di 254 soldati caduti, allineati su sette file.

## Storia

### Fondazione
Il battaglione sacro fu istituito come corpo speciale dell'esercito tebano poco dopo l'abbattimento del governo oligarchico filo-spartano del 382-379 a.C. Plutarco e Polieno sono concordi ad attribuire a Gorgida la sua fondazione, mentre Ateneo l'ascrive a Epaminonda. Plutarco testimonia che il motivo per cui era composto da sole coppie di amanti era dovuto al fatto che si riteneva che ogni soldato sarebbe stato motivato a combattere al massimo delle proprie capacità sia per proteggere il compagno, sia per evitare di disonorarsi nei suoi confronti. Lo storico di Cheronea spiega anche la motivazione dell'impiego di questo "Esercito di amanti" in battaglia:
(Plutarco, Vita di Pelopida, 18)
L'aggettivo "sacro" (ἱερός, hierós), secondo Plutarco, che a sua volta cita Platone, è dovuto al fatto che l'amore è sacro in quanto "ispirato dagli dei". In alternativa, il battaglione era anche chiamato "il battaglione della città" perché il loro quartier generale era situato nella Cadmea, la rocca di Tebe, detta anche "città".

### Successi
Plutarco riporta che inizialmente Gorgida schierò le coppie del battaglione sacro all'interno delle avanguardie tebane, per rinforzare la risolutezza degli altri soldati. Ma dopo che il battaglione si era distinto nella battaglia di Tegira (375 a.C.), Pelopida decise di raggrupparli tutti insieme in un unico corpo scelto, in modo da non sparpagliarne le forze lungo la prima linea, al fine di sfruttarne meglio le potenzialità offensive in combattimento.
Il battaglione sacro ebbe un ruolo di spicco nella famosa battaglia di Leuttra (371 a.C.), nella quale Epaminonda lo utilizzò sul lato sinistro dell'esercito, schierato secondo lo schema falange obliqua. In quell'occasione, il battaglione sbaragliò i nemici e fece strage di Spartiati, uccidendo lo stesso re di Sparta Cleombroto I, fatto mai accaduto in precedenza in uno scontro dell'esercito spartano con avversari greci. Per più di trent'anni dalla sua istituzione, il battaglione sacro di Tebe non subì mai alcuna sconfitta, contribuendo così all'egemonia tebana di quel periodo.

### Sconfitta di Cheronea

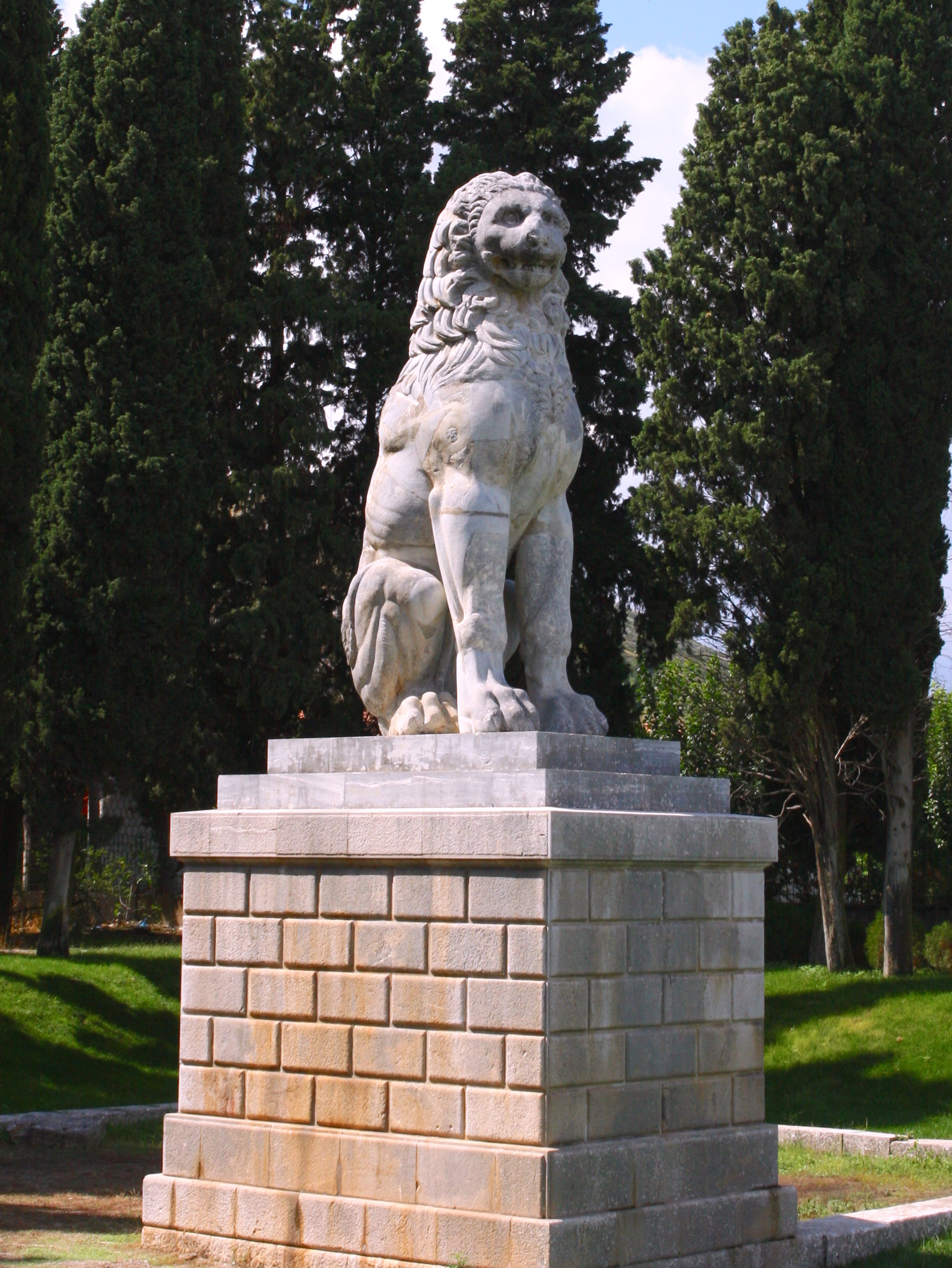
Il leone di Cheronea nel 2009. Nei pressi del luogo del suo ritrovamento è stata rinvenuta la tomba comune dei 254 caduti del battaglione sacro.

Il momento della sconfitta giunse durante la battaglia di Cheronea (338 a.C.), il combattimento decisivo durante il quale l'esercito tebano si confrontò con lo schieramento tattico e l'armamento della falange macedone. L'esito della battaglia consentirà a Filippo II di Macedonia e suo figlio Alessandro il Grande di stabilire l'egemonia sulla maggior parte delle poleis della Grecia balcanica. Filippo era stato prigioniero di guerra a Tebe dove aveva appreso le tattiche militari che sfruttò e perfezionò nell'esercito macedone tanto da sconfiggere definitivamente i Tebani.
Il resto dell'esercito tebano batté in ritirata di fronte alla sconfitta, ma il battaglione sacro, circondato e per nulla deciso ad arrendersi, rimase sul campo e cadde in combattimento al completo. Plutarco racconta che, alla vista dei cadaveri ammassati dei membri del battaglione, e avendo capito chi fossero, Filippo pianse ed esclamò:
(Plutarco, Vita di Pelopida, 18)
Nel 1818 l'architetto George Ledwell Taylor, durante una visita dei dintorni di Cheronea, scoprì in modo casuale dei reperti che si dimostrarono poi essere parte del gigantesco leone di pietra, descritto da Pausania il Periegeta nella sua opera, che era stato eretto dai Tebani nei pressi di Cheronea per commemorare i morti in battaglia. I successivi scavi portarono alla luce il leone che, gravemente danneggiato durante la guerra d'indipendenza greca del 1831-1832, fu nuovamente restaurato nel 1902. Il leone, che secondo Pausania simboleggia il coraggio dimostrato dai Tebani durante la battaglia, è alto circa quattro metri ed è posto su un piedistallo di circa tre metri d'altezza.
Alcuni scavi della fine del XIX secolo presso Cheronea riportarono alla luce un luogo di sepoltura comune (πολυανδρεῖον, polyandreîon), nel quale furono rinvenuti i 254 scheletri dei soldati del battaglione sacro che morirono nella battaglia. Il numero degli scheletri non coincide esattamente con trecento ma, dato che Plutarco testimonia che tutti i soldati di questa compagnia morirono in battaglia, è possibile che il numero dei componenti effettivi fosse solo approssimativo.

## Storiografia moderna
La veridicità storica del battaglione sacro è stata messa in dubbio nel 2002 dallo studioso David D. Leitao, che sottolinea come alcuni autori antichi, tra i quali Diodoro Siculo, pur nominando espressamente il battaglione, omettono di menzionare che si trattasse di una compagnia di amanti. Inoltre, Leitao sottolinea come Plutarco, che è la fonte antica più completa ed esaustiva al riguardo, nel descrivere il battaglione sacro utilizzi una terminologia ambigua e incerta, usando perifrasi quali "come dicono" (ὤς φασι) e "alcuni dicono" (ἔνιοι δέ φασι). Inoltre, lo storico di Cheronea non cita espressamente, come fa in altre occasioni, le fonti primarie dalle quali ricava queste notizie, lasciando quindi il dubbio di non avere prove attendibili ma di basarsi piuttosto su dicerie.
Il filologo statunitense arriva alla conclusione che Plutarco, in questo caso, non avrebbe utilizzato delle fonti storiografiche, ma si sarebbe basato invece sui lavori di Platone, che esaltano l'eros come massima espressione del ricongiungimento con la sfera divina. Inoltre, Leitao evidenzia come il silenzio di Senofonte sul ruolo avuto da Pelopida e dal battaglione sacro nel periodo dell'egemonia tebana indichi che il loro ruolo potrebbe essere stato marginale o addirittura nullo nelle battaglie di Tegira e di Leuttra, e che sia invece stato volutamente esagerato da altri autori successivi come Plutarco.
Infine, lo studioso statunitense sottolinea come Plutarco, nativo proprio di Cheronea, non descriva mai nelle sue opere il leone rinvenuto negli scavi archeologici e come Pausania si riferisca a esso, genericamente, come una tomba di soldati tebani caduti in battaglia, non nominando espressamente il battaglione sacro. Lo storico William Armstrong Percy III ha controbattuto gli argomenti di Leitao, evidenziando come studiosi molto importanti, quali John Kinloch Anderson e George Cawkwell, abbiano accettato senza riserve la veridicità storica del battaglione sacro e della Vita di Pelopida di Plutarco, sottolineando invece la superficialità di Senofonte nel trattare la storia tebana.
Anche lo storico Gordon S. Shrimpton interpreta la reticenza di Senofonte su Pelopida, sul battaglione sacro, e in generale sul periodo di egemonia tebana, come un tentativo di omettere o minimizzare i successi militari e politici degli altri greci che non fossero Ateniesi o Spartani. Secondo lo studioso canadese, sarebbero state invece le fonti contemporanee di Pelopida, meno condizionate da sentimenti anti-tebani, come Eforo di Cuma e Callistene (le cui opere sono però quasi completamente perdute), a essere più attendibili su questo periodo storico e proprio su queste fonti potrebbe essersi basato il racconto posteriore di Plutarco e di Polieno riguardo all'egemonia tebana e, in particolare, riguardo alle vicende del battaglione sacro.

## Eredità
Nella storia militare greca, il nome venne ripreso dapprima da un gruppo di rivoluzionari nella guerra d'indipendenza dalla Turchia; fecero seguito poi varie unità militari di élite, come il reparto Ieròs Lòchos nel 1942, dapprima della consistenza di una compagnia e poi cresciuto di organico, impiegato durante tutta la campagna di Tunisia insieme allo Special Air Service britannico; il nome è tuttora associato, nell'esercito ellenico, a una compagnia di forze speciali nell'ambito della 1ª brigata ranger/paracadutisti.